# Des-agréments d'un voyage d'agrément

Des-agréments d'un voyage d'agrément est un album de bande dessinée écrit et illustré par Gustave Doré et publié en 1851 chez Aubert et Cie., dans la collection des Jabots. Inspirée de la « littérature en estampes » du genevois Rodolphe Töpffer et des travaux de Cham, l'œuvre est aujourd'hui considérée comme une des premières bandes dessinées françaises moderne.
En 2013, les Éditions 2024 publient une nouvelle édition de l'œuvre, dont le graphisme est réalisé par Benjamin Adam, afin de rendre à nouveau disponible cet album novateur de Doré.

## Description
Des-agréments d'un voyage d'agrément raconte l'histoire de César et Vespasie Plumet, un couple de bourgeois parisien récemment retraités de la passementerie qui entreprend un voyage en Suisse. En découle une suite de mésaventures aussi rocambolesque qu'invraisemblable qui ne manque pas d'éprouver le couple et leurs économies. Malgré tout, de retour à Paris, M. Plumet n'aura de cesse d'embêter ses amis avec le récit de son voyage.
L'œuvre se présente tantôt comme une bande dessinée conventionnelle narrée par un narrateur externe, tantôt comme un journal de bord qui accueille les impressions et les croquis de M. Plumet. Marquée par une profonde satire de la bourgeoisie, du tourisme alpin et du romantisme romanesque, l'œuvre se distingue également par son inventivité formelle et narrative. Les vignettes, de tailles très variables, se présentent souvent sans cadre et dans des mises en page résolument originales pour l'époque. Des éléments du récit fictif viennent s'imprimer sur les pages de l'album comme s'ils étaient réels. Ainsi des larmes qui viennent mouiller le papier lorsque M. Plumet confie avoir pleuré ou de l'empreinte de semelle boueuse qui traverse une page entière au moment où M. Plumet raconte qu'un maladroit a posé le pied sur son carnet. Autre trait original : Doré se met lui-même en scène, ménageant, au sein de l'histoire, une rencontre entre lui et son personnage principal.